# Joan Carrera Planas

Wappen von Joan Carrera

Joan Carrera Planas (* 12. Mai 1930 in Cornellà de Llobregat, Katalonien, Spanien; † 3. Oktober 2008 in Barcelona) war Weihbischof in Barcelona.

## Leben
Joan Carrera Planas studierte am Priesterseminar von Barcelona und empfing am 11. Juli 1954 die Priesterweihe. Er war als Priester tätig und später in der Pfarrseelsorge in der Katholischen Aktion (Acció Catòlica) in L’Hospitalet de Llobregat, Badalona und Barcelona. Er engagierte sich für die Erneuerung der Kirche nach dem Zweiten Vatikanischen Konzil 1962 bis 1965 und pflegte Kontakte mit Vertretern der politischen Welt, insbesondere der Unió Democràtica de Catalunya (UDC, Demokratische Union für Katalonien). Von 1969 bis 1977 war er Schriftleiter bei „Editorial Nova Terra“ und von 1985 bis 1990 stellvertretender Direktor der Wochenzeitung „Catalunya Cristiana“.
Papst Johannes Paul II. ernannte ihn 1991 zum Titularbischof von Algeciras und bestellte ihn zum Weihbischof im Erzbistum Barcelona. Die Bischofsweihe spendete ihm am 22. September 1991 der Erzbischof und spätere Kardinal Ricardo María Carles Gordó; Mitkonsekratoren waren der em. Erzbischof von Barcelona Narciso Kardinal Jubany Arnau und Erzbischof Mario Tagliaferri, Apostolischer Nuntius in Spanien. Seit 2004 war er Generalvikar. In der spanischen Bischofskonferenz betreute er den Medienausschuss.
Er veröffentlichte mehrere Bücher, darunter „La canya esquerdada“ (1993), „Del post concili al post progressisme“ (1994), „El gust de la fe“ (2000) und „Aquest nadal en fa 2000“ (2000).
Er starb an den Folgen eines Schlaganfalls, den er am 20. September erlitten hatte. Er wurde in der Kathedrale von Barcelona beigesetzt.